# 安井匡子
安井 匡子（やすい きょうこ、1933年〈昭和8年〉 - ）は、日本の家政学者・栄養学者。元学校法人藤学園理事長。北海道出身。専門は家政学、食物栄養学。

## 略歴
実践女子大学生活科学部卒業。同大学院生活科学研究科修士課程修了。藤女子短期大学家政科講師。のちに、同家政科助教授。1973年（昭和48年）藤女子大学人間生活学部教授。1998年（平成10年）藤学園理事長に就任。2007年（平成19年）理事長退任。藤女子大学退職。同名誉教授
この他、藤女子大学人間生活学部長など務め、栄養士や管理栄養士輩出に尽力。

## 主要論文
- 『5.モデルシステムによる揚げ物調理時の油脂変質の検討-2-配合成分の差異による「てんぷら衣」の揚げ油の構成脂肪酸の変動』（藤女子大学・藤女子短期大学紀要. 第2部、1974年）
- 『北海道における食生活の実態調査-2-女子学生の夕食の際の副食の摂取傾向,特にたんぱく質源食品の摂取状況と調理法』（藤女子大学・藤女子短期大学紀要. 第2部、1982年）